# Kagehallada Kaval, Tiptur
Kagehallada Kaval là một làng thuộc tehsil Tiptur, huyện Tumkur, bang Karnataka, Ấn Độ.